# Misumenoides formosipes
Misumenoides formosipes — вид павуків родини Павуки-краби (Thomisidae)

## Поширення
Вид широко поширений по всій території США та на півдні Канади. Полює із засідки на всіх видах квітів, трав, чагарників на пасовищах, в луках, садах та інших подібних місцях.

## Опис
Довжина тіла (за винятком ніг) дорослої самиці коливається від 5-12 мм; дорослі самці в діапазоні від 2,5-4 мм. Павук має вісім очей, що розташовані у два ряди по чотири. Верхній ряд прямий, нижній зігнутий. Вид Misumenoides formosipes відомий як один з найбільш яскравих прикладів статевого диморфизм в тваринному світі: самці до 10 разів менше самок. Втім, чоловічі особини з лишком це компенсують чисельною перевагою: їх приблизно в 10-15 разів більше.
Передні дві пари ніг набагато довші і сильніші, ніж короткі задні пари. Ноги самиці білого або жовтого забарвлення, наявні темніші відмітини поблизу суглобів. Передні пари ніг самця темно-коричневі або чорні; задні пари ніг бліді.

### Зміна забарвлення тіла
Misumenoides formosipes може змінювати забарвлення свого тіла в тон навколишнього середовища, подібно до того як це роблять хамелеони і інші плазуни. Змінювати забарвлення тіла здатні виключно самки. Доступна їм колірна гамма не так різноманітна як у тих же хамелеонів: білий — жовтий — білий, або жовтий — білий — жовтий. Крім того, на верхній частині черевця і на передніх кінцівках іноді можуть з'являтися чорні плями і смуги, які ще сильніше маскують павука на тлі тої чи іншої квітки.
Цінність цієї можливості для павука важко переоцінити. Своїх жертв, комах-запилювачів, краби вичікують на суцвіттях рослин, але на відміну від інших споріднених видів, які змушені чекати комах на строго визначених квітках (на тлі яких залишаються непомітними), M. formosipes вільні вибирати з декількох різних рослин, що в кілька раз збільшує шанси на успіх.
Була виявлена і одна дивна особливість. Так, самкам спочатку забарвленим в жовтий значно важче змінювати свій колір на білий. Зрозумілих припущень з цього приводу у вчених поки немає.